# Juan José Porto Rodríguez
Juan José Porto Rodríguez (Granada, 1945) és un guionista i director de cinema espanyol.

## Biografia

### Carrera periodística
En els seus inicis va ser periodista, treballant en els diaris franquistes El Alcázar, Arriba i Patria. En 1976 fou nomenat director de La Voz de Almería, encara que va estar poc temps al capdavant d'aquesta publicació. Seria l'últim director del diari granadí Pàtria, abans de la seva desaparició. Posteriorment va passar a dirigir El Defensor de Granada, de nova creació —fou fundat en 1983—, i més endavant participaria en la fundació d'un periòdic gratuït, el Mediodía Express, que va acabar sent un fracàs.

### Trajectòria cinematogràfica
Porto es va iniciar al cinema espanyol mediada la dècada dels 70. Va col·laborar en diversos llargmetratges amb l'actor i director especialitzat en el gènere terrorífic Paul Naschy (Jacinto Molina). Porto participà en el guió de Todos los gritos del silencio (1975), El transexual (1977) i El francotirador (1977), protagonitzades per Naschy, a qui dirigiria posteriorment a El último guateque II (1988). També participà com a productor executiu a El huerto del francés (1977), dirigida i protagonitzada per Naschy.
Com a realitzador, Porto obtindria el seu major èxit amb El último guateque (1978), una crònica de la joventut espanyola dels anys 60 entre nostàlgica i sentimental. Davant el seu èxit de públic, Porto reincidiria en temes similars en posteriors pel·lícules, com El curso en que amamos a Kim Novak (1980) -en la qual van tenir un dels seus primers papers importants les actrius Kitty Manver i Cecilia Roth-, Crónicas del bromuro (1980), amb Miguel Ayones i Paco Maldonado, entre altres intèrprets, o la ja esmentada continuació d' El último guateque. També provaria sort en altres gèneres, com el terror -a Morir de miedo (1980) i Regreso del más allá (1982)- el melodrama -Las trampas del matrimonio (1982)- o la comèdia eròtica -El violador violado (1983)-.
A mitjans de la dècada dels 80, la política cinematogràfica adoptada per Pilar Miró, nomenada pel govern socialista de Felipe González, va reduir el volum de la producció espanyola en honor d'una suposada major qualitat, i realitzadors com Porto van passar a treballar de manera més intermitent o van abandonar el cinema. El treball de Porto s'espaiaria més des de llavors i pel·lícules com La hermana, amb Fernando Fernan-Gómez i Silvia Tortosa, a penes van arribar a exhibir-se. En 2002, Juan José Porto adaptà per al cinema El florido pensil, pel·lícula estrenada en 2002.

## Filmografia parcial
- Todos los gritos del silencio (1975) (guionista i autor de l'argument)
- La cruz del diablo (1975) (guionista)
- El transexual (1977) (guionista)
- El huerto del francés (1977) (productor executiu)
- El francotirador (1977) (guionista)
- El último guateque (1978) (director)
- El hombre que yo quiero (1978) (guionista i director)
- Morir de miedo (1980) (guionista i director)
- El curso en que amamos a Kim Novak (1980) (guionista i director)
- Crónicas del bromuro (1980) (guionista i director)
- Regreso del más allá (1982) (guionista i director)
- Las trampas del matrimonio (1982) (guionista i director)
- El violador violado (1983) (director)
- El último guateque II (1988) (guionista i director)
- Dos hombres y una mujer (1994) (guionista i director)
- La hermana (1997) (director)
- El florido pensil (2002) (guionista i director)

## Premis
Medalles del Cercle d'Escriptors Cinematogràfics
| Any  | Categoria                 | Labor premiada                 | Resultat  |
| ---- | ------------------------- | ------------------------------ | --------- |
| 1971 | Millor labor periodística | Treballs a El Alcázar i Pyresa | Guanyador |
| 1972 | Millor labor periodística | Treballs a El Alcázar i Pyresa | Guanyador |